# 1988 PL
1988 PL är en asteroid i huvudbältet som upptäcktes den 13 augusti 1988 av den australiensiske astronomen Robert H. McNaught vid Siding Spring-observatoriet.
Asteroiden har en diameter på ungefär 2 kilometer.